# Пилип Пилипович Преображенський
Пилип Пилипович Преображенський — герой фантастичної повісті Михайла Булгакова «Собаче серце» — вчений-медик, професор, хірург-експериментатор. У творі він протиставляється люмпену і хаму Шарикову.

## Образ героя
Пилип Пилипович Преображенський, син кафедрального протоієрея, в юності вибрав професію лікаря. Після закінчення медичного факультету Московського університету зайнявся наукою, став великим ученим, професором медицини. Про себе він гордо каже своєму помічникові Борменталю: «Я — московський студент!».
Професор Преображенський в 1924 році живе і працює в Москві в так званому «Калабуховському будинку» за адресою вул. Пречистенка, 24, в семикімнатній квартирі. Разом з ним живуть його хатня робітниця Зіна і кухарка Дарина Петрівна, а також тимчасово його асистент доктор Іван Арнольдович Борменталь. Частина квартири використовується професором як особиста хірургічна клініка.
Преображенський досяг відмінних результатів в практичному омолодженні. Він повністю відданий своїй справі, але, на відміну від іншого героя Булгакова професора Персикова (повість «Фатальні яйця»), багато думає і міркує про навколишню радянську дійсність, до якої Преображенський ставиться дуже критично. Немолода інтелігентна людина, яка знає ціну праці й досвіду, обурена манерами радянських висуванців без освіти та культури. «Так, я не люблю пролетаріат», — відповідає він на докір в небажанні підтримувати починання більшовиків. Тогочасний безлад він вважає наслідком некомпетентності радянських керівників, які займаються світовою революцією замість підтримки порядку в країні. Від імені вуличного пса Шарика Булгаков дає таку характеристику свого героя:
|  | Цей їсть рясно і не краде, цей не стане штовхати ногою, але і сам нікого не боїться, а не боїться тому, що вічно ситий. |

В результаті сміливого експерименту, проведеного професором спільно з доктором Борменталем, з пересадки людського гіпофіза і сім'яних залоз собаці, внаслідок чого він перетворюється на людину. Голова будинкового комітету Швондер видає колишньому псу документи Поліграфа Поліграфовича Шарикова. Шариков, що живе разом з професором в його квартирі, являє собою повний антипод Преображенського (люмпен, хам і дармоїд), що призводить до нерозв'язного конфлікту.

### Факти
26 листопада 2018 року в Петербурзі відкрили пам'ятник професору Преображенському і Шарику. Пам'ятник встановлено на Моховій вулиці, 27. Саме там проходили знімання багатьох сцен фільму.

## Оцінки
Існують різні ставлення до особистості Преображенського. Булгакознавець Яблоков Євген Олександрович, даючи високу оцінку моральним якостям професора, пише, що «стрижень особистості Преображенського — почуття власної гідності на межі аристократизму, що випливає не з вульгарного самолюбства, а зі зверхнього відчуття важливості своєї місії». Він пише, що у 2000-их роках в літературній критиці з'явилися безліч спотворень, в результаті яких повісті Булгакова приписується сенс, протилежний авторському. У своїй статті Яблоков спростовує такі тези, які стали лейтмотивом критики Преображенського:
- Преображенський ставить експеримент, прагнучи «олюднити» собаку — насправді це був експеримент з омолодженням, що дав несподіваний ефект.
- Оскільки ініціатором того, що відбувається, є професор, то відповідальність за те, що станеться, покладена в першу чергу на нього.
- Експеримент Преображенського протиприродний, спрямований «проти природи», таємно тоталітарний і тому засуджується Булгаковим.
- Шариков — недолюдина «з собачою вдачею».

На думку Яблокова, поява цих спотворень пов'язана з недооцінкою в російському суспільстві фундаментальних для Булгакова принципів — захисту прав особистості, імперативу честі й гідності. Він пише, що помилкові трактування образу Преображенського вкорінюються навіть в шкільному викладанні літератури й в науковому середовищі.

## Прототипи
Прототипами літературного персонажа професора Преображенського вважаються кілька реальних медиків. Це, зокрема, дядько Булгакова — лікар-гінеколог Микола Покровський, хірург Сергій Воронов, лікар Олексій Замков , біолог Ілля Іванов. Крім того, прототипами називають ряд відомих сучасників автора — вченого Бехтерєва, фізіолога Павлова і навіть засновника Радянської держави Леніна. Думку про Бехтерєва, Павлова і Леніна як прототипах головного героя критикує булгакознавець Варламов О.М., зводячи типологію проф. Преображенського до літературної типу доктора Дмитра Старцева — чеховського Йонича, персонажа однойменного оповідання. Літературознавець Сергій Боровиков вважає, що Булгаков вклав в уста Преображенському власні ідеї:
|  | Викривальні промови професора Преображенського — це кредо самого Булгакова, з сімома кімнатами, з «Аїдою», гарячими закусками під горілку, французьким вином після обіду та ін. |

З ним погоджується Олексій Варламов в тому сенсі, що Булгаков сам страждав від відсутності нормального житла і це висловив в претензіях Преображенського жити й працювати у відповідних умовах.

## Екранізації
В екранізаціях повісті роль професора Преображенського грали Макс фон Сюдов (фільм Альберто Латтуада, 1976) і Євген Євстигнєєв (фільм Володимира Бортка, 1988).